# Enipeas

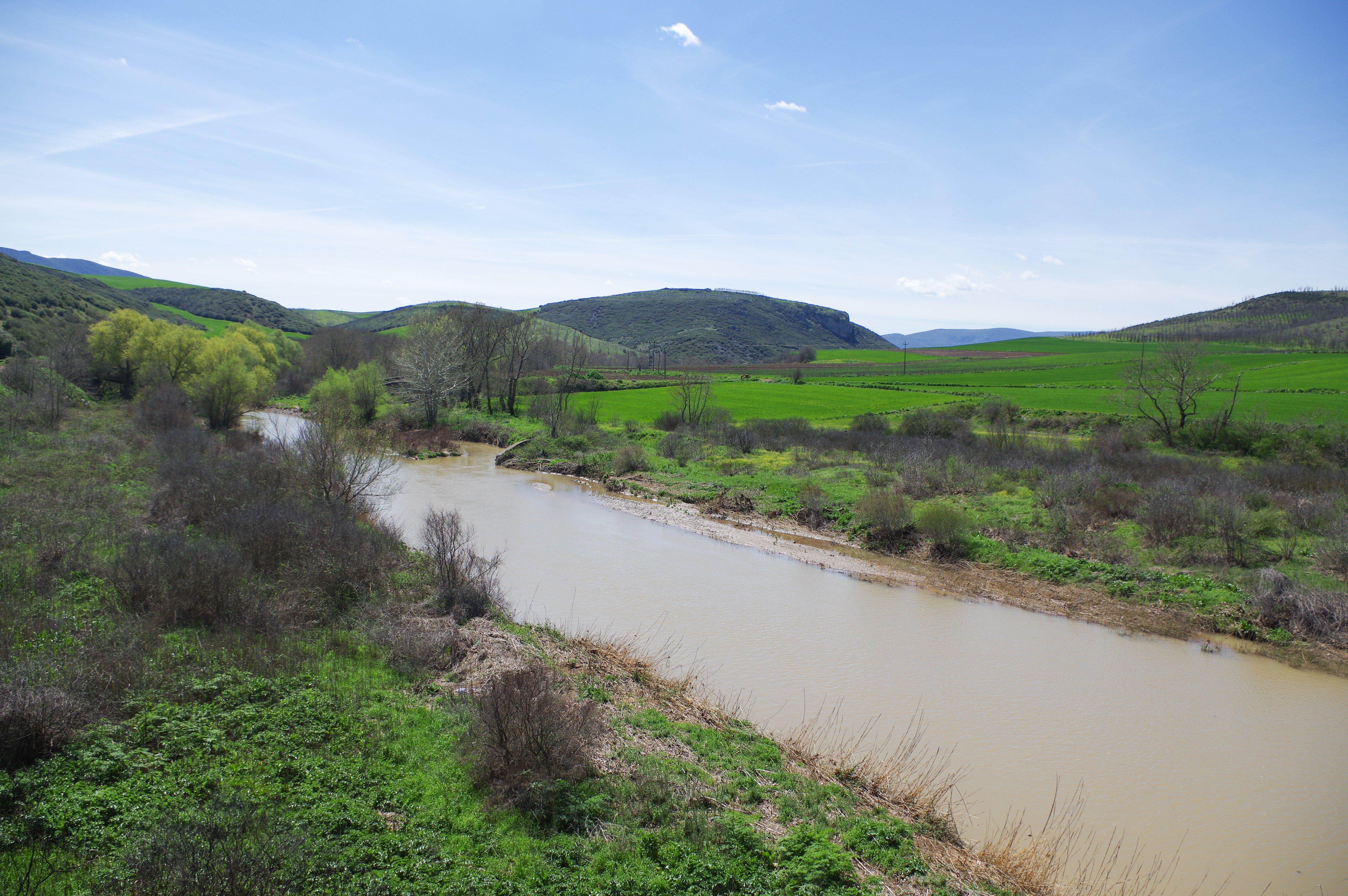
De Enipeas

De  Enipeas (Nieuwgrieks: Ενιπέας, Oudgrieks: Ἐνίπευς; Enipeus, andere Nieuw-Griekse benamingen: Τσαναρλής; Tsanarlis, Φιλιαδόρεμα; Filiadorema en Νεοχωρίτικος; Neochoritikos) is een 84 km lange rivier in Centraal-Griekenland en Thessalië. Het is een rechtse zijrivier van de Pinios.
De bron van de Enipeas ligt in het noorden van Fthiotis, ten noorden van de plaats Lamia. De rivier stroomt in noordwestelijke richting en mondt bij Farkadona in de Pinios uit.
In de Griekse mythologie wordt de Enipeas als de riviergod Enipeus gepersonifieerd. Bij de Slag bij Pharsalus vormde de Enipeus de scheiding van het slagveld tussen de legers van  Gaius Julius Caesar en Gnaeus Pompeius Magnus.